# Joyce Jonathan
Joyce Jonathan, född 3 november 1989 i Levallois-Perret, är en fransk sångerska. 

## Karriär
Joyce Jonathan blev känd år 2009 för singlarna "Pas besoin de toi" och "Je ne sais pas". Den 18 januari 2010 släppte hon sitt debutalbum Sur mes gardes. Albumet nådde plats 17 på den franska albumlistan. Albumet har certifierats platina i Frankrike. Vid NRJ Music Awards år 2011 tog hon emot priset för "Årets nykomling". Hennes två första singlar tog sig inte in på den franska singellistan förrän hon vunnit det priset. Hennes andra singel "Je ne sais pas" blev också en hit i Belgien i samband med att hon tog emot priset.

## Diskografi

### Album
- 2010 – Sur mes gardes
- 2013 – Caractère
- 2016 – Une place pour moi
- 2017 – Ça ira (med Mandarin)

### Singlar
- 2009 – "Pas besoin de toi"
- 2009 – "Je ne sais pas"
- 2010 – "L'Heure avait sonné"
- 2011 – "Tant pis"
- 2013 – "Ça ira"
- 2014 – "Caractère"
- 2014 – "T'en va pas"
- 2015 – "Le Bonheur"
- 2016 – "Les filles d'aujourd'hui" (med Vianney)